# Buồn nôn
Buồn nôn (tiếng Latin nausea, từ tiếng Hy Lạp ναυσία - nausia, "ναυτία" - nautia, say tàu xe", "cảm thấy bị bệnh và buồn nôn") là trạng thái khó chịu của dạ dày thường đi kèm với nôn mửa.
Buồn nôn là một triệu chứng không đặc hiệu, tức là có nhiều nguyên nhân gây ra. Một số nguyên nhân phổ biến của buồn nôn là say tàu xe, chóng mặt, đau nửa đầu, choáng ngất, viêm loét dạ dày tá tràng (viêm dạ dày) hoặc ngộ độc thực phẩm. Buồn nôn là một tác dụng phụ của nhiều loại thuốc bao gồm thuốc hóa trị ung thư, hoặc do ốm nghén trong kỳ sớm của thai kỳ. Buồn nôn cũng có thể được gây ra bởi sự lo lắng, cảm giác kinh tởm hay trầm cảm.
Thuốc dùng để phòng ngừa và điều trị buồn nôn được gọi là thuốc chống nôn. Các thuốc chống nôn thường được dùng là promethazine, metoclopramide và ondansetron. Từ buồn nôn trong tiếng Hy Lạp là từ ναῦς - naus, "con tàu"; ναυσία: "say sóng".

## Nguyên nhân
Có nhiều nguyên nhân gây buồn nôn. Năm 2009 có tổ chức y học đã liệt kê 700 lý do.
Trong đó nhiễm khuẩn đường tiêu hóa (37%) và ngộ độc thực phẩm là hai nguyên nhân phổ biến nhất. Tuy nhiên, chỉ có 25% những người bị buồn nôn đến bác sĩ gia đình của họ để thăm khám. Buồn nôn phổ biến nhất ở độ tuổi từ 15 đến 24 và ít hơn ở lứa tuổi khác.
Ngoài ra, tác dụng phụ của thuốc (3%) và mang thai cũng là những nguyên nhân thường gặp. Khoảng 10% nguyên nhân buồn nôn vẫn chưa được biết rõ.

### Ngộ độc thực phẩm
Ngộ độc thực phẩm làm khởi phát đột ngột chứng buồn nôn và ói mửa trong 1-6 giờ đầu sau khi ăn phải thực phẩm bị ô nhiễm và thường kéo dài từ 1 đến 2 ngày. Nguyên nhân là sự tồn tại độc tố được sản xuất bởi vi khuẩn có trong thực phẩm, nhất là thực phẩm bẩn.

### Thuốc
Nhiều loại thuốc có thể gây buồn nôn. Như thuốc điều trị ung thư hay các nhóm thuốc dùng trong phác đồ hóa trị và thuốc gây mê phổ quát.

### Mang thai
Buồn nôn trong mang thai còn gọi là chứng "ốm nghén", phổ biến nhất là ở kỳ đầu mang thai, nhưng đôi khi có thể tiếp tục vào tam cá nguyệt thứ hai và thứ ba. Ở tam cá nguyệt đầu tiên khoảng 80% phụ nữ có dấu hiệu buồn nôn. Vì vậy mang thai được coi là một nguyên nhân gây ra buồn nôn ở bất kỳ phụ nữ nào trong độ tuổi sinh đẻ. Thông thường chỉ biểu hiện nhẹ và tự khỏi, tuy nhiên với trường hợp nghiêm trọng được gọi là chứng nôn nghén có thể được yêu cầu điều trị.

### Mất cân bằng
Một số tình trạng có liên quan đến sự mất cân bằng của cơ thể như say tàu xe và chóng mặt, có thể dẫn đến buồn nôn và ói mửa.

### Căng thẳng và trầm cảm
Buồn nôn có thể được gây ra bởi căng thẳng và trầm cảm.

### Nghiêm trọng
Trong khi hầu hết nguyên nhân gây buồn nôn không phải là nghiêm trọng, tuy vậy có một số nguyên nhân là nghiêm trọng. Bao gồm tăng áp lực nội sọ thứ phát trong chấn thương đầu hay xuất huyết, đột quỵ, nhiễm toan tăng ceton đái đường, u não, phẫu thuật, đau tim, viêm tụy, tắc ruột non, viêm màng não, viêm ruột thừa, viêm túi mật, suy thượng thận cấp tính, sỏi ống mật chủ (từ sỏi mật), viêm gan. Cũng như dấu hiệu của nhiễm độc cacbon mônôxít và một số tình trạng khác.

### Say rượu
Bài chi tiết: say rượu

## Điều trị
Mất nước do nôn mửa được bù nước bằng dung dịch điện giải. Trường hợp không hiệu quả bù dịch truyền tĩnh mạch có thể được yêu cầu. Chăm sóc y tế được khuyến khích nếu: bệnh nhân mất nước nhiều hay có các triệu chứng nhiều hơn 2 ngày như sốt, đau dạ dày, nôn nhiều hơn hai lần trong một ngày hoặc không đi tiểu trong hơn 8 giờ.

### Thuốc
Nhiều loại thuốc có sẵn để điều trị cơn buồn nôn. Lựa chọn thuốc chống nôn để điều trị có thể dựa trên các nguyên nhân gây buồn nôn cho người bệnh. Đối với những người say tàu xe và chóng mặt, thuốc kháng histamin và thuốc kháng cholinergic như meclizine và scopalamine đặc biệt hiệu quả. Buồn nôn và ói mửa liên quan đến chứng đau nửa đầu đáp ứng tốt với đối kháng dopamin như metoclopramid, prochlorperazine, và chlorpromazine. Trong trường hợp viêm dạ dày tá tràng, thuốc đối kháng serotonin như ondansetron được dùng để ngăn chặn buồn nôn và ói mửa, cũng như giảm nhu cầu hồi sức dịch IV. Sử dụng kết hợp giữa thuốc pyridoxine và doxylamine là điều trị bậc đầu tiên cho buồn nôn và ói mửa liên quan đến mang thai. Dimenhydrinate dùng hiệu quả trong buồn nôn và nôn sau phẫu thuật. Các yếu tố khác có thể ảnh hưởng đến việc lựa chọn thuốc chống nôn bao gồm mong muốn của bệnh nhân, những tác dụng phụ, và chi phí.

### Liệu pháp thay thế
Ở một số bệnh nhân nhất định, cần sa có thể có hiệu quả trong việc giảm buồn nôn và ói sau hóa trị. Một số nghiên cứu đã chứng minh tác dụng điều trị của cần sa cho buồn nôn và nôn trong giai đoạn tiến triển của bệnh như ung thư và AIDS.
Ở bệnh viện, dùng gel bôi tại chỗ để chống buồn nôn không được chỉ định vì chưa có nghiên cứu đầy đủ. Gel bôi có chứa lorazepam, diphenhydramine, và haloperidol đôi khi được sử dụng cho buồn nôn nhưng không hiệu tương đương bằng phương pháp điều trị thông thường.
Gừng cũng đã được chứng minh là có hiệu quả tiềm năng trong điều trị một số dạng buồn nôn.
Một số bằng chứng cho thấy châm cứu cũng góp phần hỗ trợ chống lại buồn nôn.

## Tiên lượng
Hầu hết buồn nôn và nôn ngắn hạn nói chung là không gây hại, tuy nhiên đôi lúc lại gặp một tình trạng nghiêm trọng hơn. Việc nôn mửa kéo dài có thể dẫn đến mất nước và /hoặc mất cân bằng chất điện giải. Nếu không điều trị để lặp đi lặp lại, đặc trưng của chứng bệnh loạn ăn uống, có thể gây ra axit dạ dày, lâu dần gây men răng dẫn đến phá hủy răng. 